# Наливайко Василь
Васи́ль Налива́йко (*1 січня 1887, Северинівка на Поділлі. — пом. 8 вересня 1938, Прага) — український військовий лікар Дієвої Армії УНР, письменник, громадський діяч на еміграції в Чехословаччини.

## Життєпис
Народився в родині православного священика. Закінчив духовну семінарію в Кам'янці-Подільському, учителював на селі, згодом вчиться на медичному факультеті університету у Томську, де стрінувся з українцями, що гуртувалися біля інженера Григорія Сидоренка — у майбутньому посол УНР у Парижі і Відні. Перейшов до університету в Одесі, скінчив студії 1918, здобув лікарський диплом.
Ще 1917 призваний до війська, став старшим лікарем у 334 Ірбітському полку. У травні 1918 вступив до Армії Української держави Гетьмана Павла Скоропадського, лікар автоколони III Херсонського корпусу, згодом став корпусним лікарем.
В лютому 1919 — дивізійний лікар XII Полтавської дивізії, згодом лікар запасної бригади, в липні 1919 — дивізійний лікар VIII Запорозької дивізії.
Занедужав на плямистий тиф, полонений більшовиками, звідкіля втік. Працював уже від вересня 1919 як головний лікар військового шпиталю Армії УНР.
У квітні 1920 попав з цілим шпиталем у більшовицький полон, утік вдруге і став у червні головним лікарем санітарного поїзду. В жовтні завідував евакуаційним пунктом у Жмеринці. В листопаді 1920 в таборі інтернованих у Ченстохові, де став членом Головного управління Товариства Червоного Хреста України. У Ченстохові Наливайко лікував хворих емігрантів, організував та вів курси сестер-жалібниць. В жовтні 1921 розпочав лікарську практику у Біловезькій пущі. Приділено його до боротьби з пошестями на Поліссі — в Пінську, Дорогичині і Бересті. В 1923 виїхав до Праги, де працював у хірургічній поліклініці, згодом при Першій хірургічній клініці.
В 1926 з найкращими референціями від клініки доктор Наливайко виїхав до Албанії, був шефом-хірургом державної лічниці у Скадарі до 1929. Повернувшись наприкінці 1929 до Чехословаччини, став лікарем санаторію у Празі, де працював з невеликою перервою до квітня 1938 — до його ліквідації. За той час прийняв громадянство Чехословаччини та нострифікував лікарський диплом.
Активно працював членом управи Спілки Українських Лікарів, брав участь у редакції «Латинсько-українського медичного словника», до якого зібрав й систематизував багато матеріалу. Був активним членом багатьох громадянських організацій. Виїхав у 1933 до Палестини, написав працю з цієї мандрівки «По Святій Землі», що вийшла друком в 1937.